# Steppe des Andes du Sud
Localisation
La steppe des Andes du Sud est une écorégion terrestre définie par le Fonds mondial pour la nature (WWF), qui appartient au biome des prairies et terres arbustives de montagne de l'écozone néotropicale, dans la phytorégion chilienne-patagonienne.

## Géographie

Puma Lodge,, 2018.

La steppe des Andes du Sud occupe les hautes terres du Chili et de l'Argentine dans les parties méridionales de la chaîne des Andes, entre les 27° et 39° de latitude sud. Elle se trouve entre 3 500 et 5 000 mètres d’altitude dans sa partie nord, entre 1 800 et 3 000 mètres dans sa partie sud. En haute altitude, elle touche à des neiges permanentes et à des glaciers. Le relief forme plusieurs isolats autour de certains des plus hauts sommets andins : Ojos del Salado (6 863 m), Pissis (6 858 m), Aconcagua (6 960 m) et Tupungato (6 800 m). Plusieurs volcans sont actifs, surtout dans le sud comme le Planchón-Peteroa (3 951 m), le Descabezado Grande (3 880 m), le Domuyo (4 709 m), le Tromen (3 978 m). On trouve aussi des geysers à Villavicencio et au Domuyo.
La steppe des Andes du Sud confine à la puna sèche des Andes centrales au nord, au matorral chilien et aux forêts tempérées valdiviennes sur le versant ouest, au Monte argentin et à la steppe patagonienne sur le versant est. Les précipitations (de 200 à 600 mm/an) viennent de l'océan Pacifique au centre et au sud, avec maximum pendant l'hiver austral, et de l'océan Atlantique au nord-est, avec maximum en été. Le régime des pluies est lié à l'anticyclone du Pacifique Sud qui provoque une saison sèche très marquée, migrant du 25° de latitude sud pendant l'hiver austral jusqu'au 45° de latitude sud en été. Dans la moyenne montagne, jusqu'à 2 000 mètres dans le Chili central, prédominent un air sec (60% d'humidité moyenne), un fort ensoleillement, de l'ordre de 200 jours de ciel clair par an, de fortes variations d'amplitude thermique annuelle et diurne et des vents faibles. Dans la haute montagne, l'air est très sec (moins de 50% d'humidité), les températures basses avec de fortes variations diurnes de part et d'autre de 0 °C, ce qui cause une importante gélifraction ; les précipitations tombent essentiellement sous forme de neige avec des brises fréquentes sur les sommets et dans les vallées.
En raison de la rigueur du climat désertique froid, la région est très peu habitée.
Le relief de cette région est profondément marqué par les glaciations quaternaires. Plusieurs fleuves naissent dans ce massif montagneux : sur le versant chilien, le Río Aconcagua, le Maipo et leurs affluents ; sur le versant argentin, le Río de las Cuevas, le Río de las Vacas et le Río Tupungato qui forment le Río Mendoza.

## Histoire

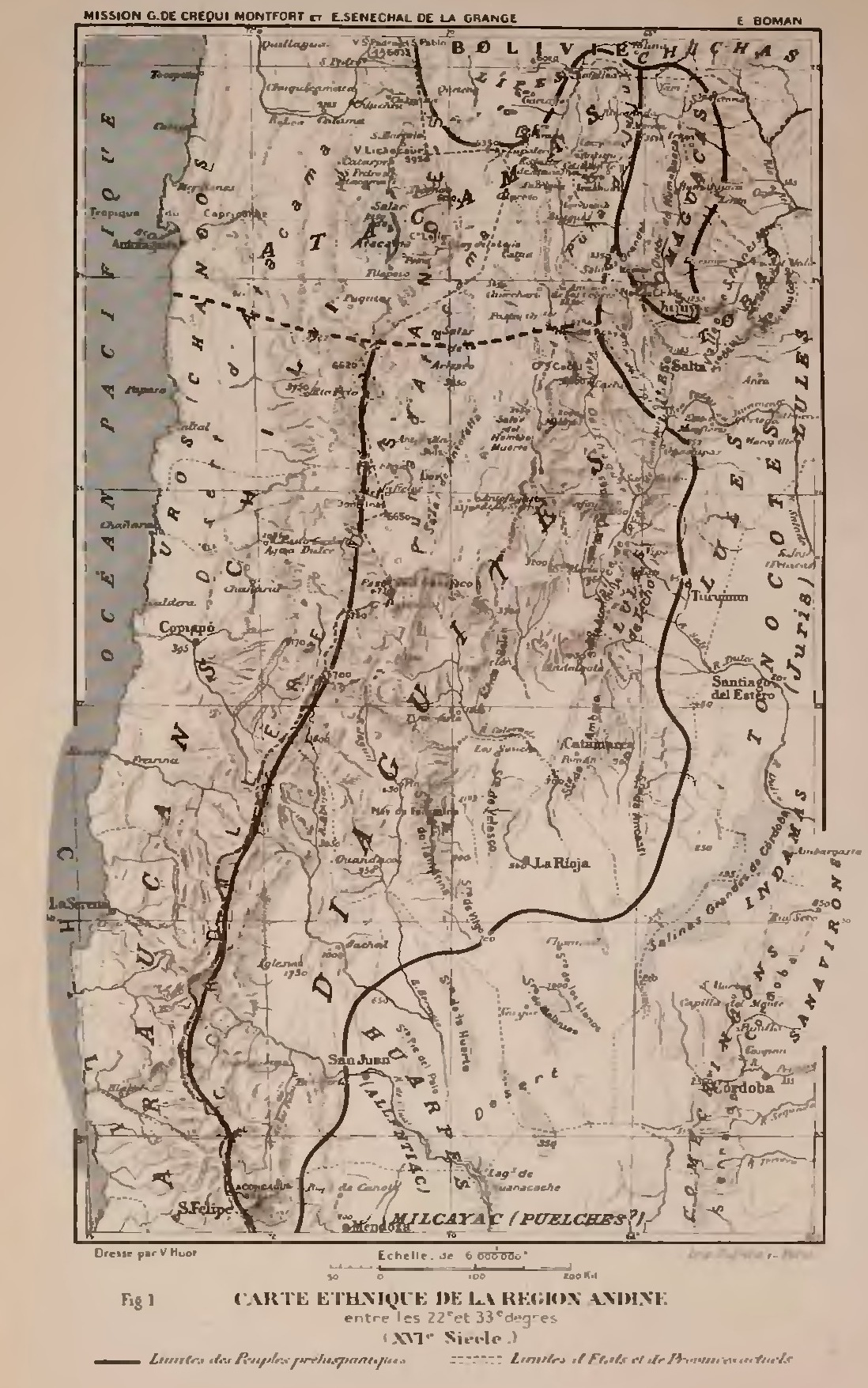
Carte ethnique de la région andine au XVIe s. par Eric Boman, 1908.

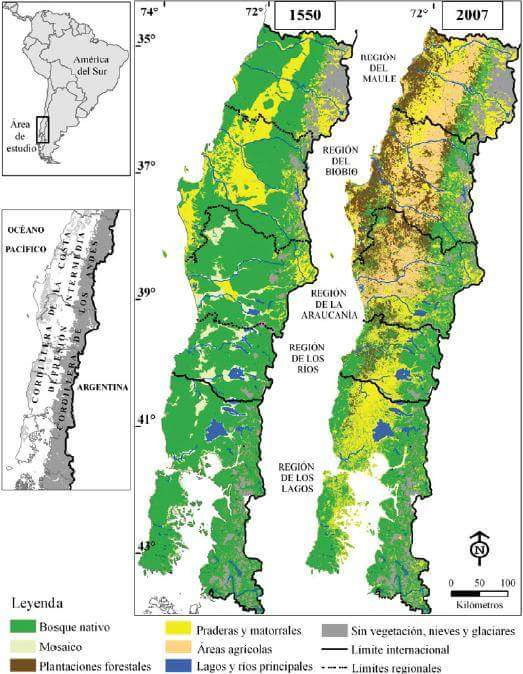
Évolution de la végétation du Chili central de 1550 a 2007 : recul des forêts primaires (vert) au profit des prairies et matorrals (jaune), des champs cultivés (ocre) et de la sylviculture (marron)

Le premier peuplement de l'Amérique remonte à la fin du Paléolithique. Les premiers humains qui atteignent la pointe australe de l'Amérique du Sud vers 13 000 av. J.-C. sont probablement les ancêtres des peuples amérindiens actuels : les Mapuches sur les deux versants des Andes, les Huarpes sur le versant oriental, dans l'actuelle province de Mendoza. Les Mapuches de la région montagneuses sont appelés Pehuenches. Ils tirent une partie de leurs ressources de la récolte des pignons. Ils vivent principalement dans les régions forestières plus humides où les forêts d'araucarias et de Nothophagus leur fournissent les pignons et le bois mais, avec leur bétail, pratiquent une transhumance annuelle vers les steppes où les rares bosquets d'arbres, aujourd’hui menacés par le déboisement, font l'objet de mesures de protection.
Les conquérants incas occupent une partie du pourtour andin et il leur arrive de traverser les hautes terres pour célébrer des cérémonies en l'honneur des dieux. Ainsi, on a trouvé en 1947 les restes d'un sacrifice de guanaco sur l'Aconcagua, sur le pic appelé depuis la Cresta del Guanaco, et plusieurs momies humaines sur l'Aconcagua (jusqu'à 5 300 mètres d'altitude) et d'autres sommets. Les Conquistadors espagnols soumettent le pays jusqu'à Santiago du Chili, fondée en 1541, et Mendoza, fondée en 1561, mais le sud du continent reste indépendant jusqu'au milieu du XIXe siècle. Les Mapuches et Huarpes sont alors soumis par les nouveaux États hispano-américains : le Chili avec la « Pacification de l'Araucanie » (1860-1881), l'Argentine avec la « Conquête du Désert » (1879-1881), causant la mort d'une grande partie des autochtones.
Les relations entre l'Argentine et le Chili sont marquées par une longue rivalité sur une frontière terrestre contestée. Un traité conclu en 1902, grâce à la médiation du Royaume-Uni, est matérialisé par l'érection d'une statue géante du Christ Rédempteur des Andes marquant la limite des deux États. L'ancienne route inca, passant au sud de l'Aconcagua, relie Santiago à Mendoza et assure des échanges réguliers entre les deux pays ; elle est rendue plus aisée depuis 1980 par le percement d'un tunnel, le Paso Internacional Los Libertadores.
Les mines d'argent de Paramillos de Uspallata, entre 2 600 et 3 100 mètres d'altitude dans l'actuelle province de Mendoza, sont découvertes en 1643 et exploitées sous la direction des jésuites jusqu'à l'interdiction de leur ordre en 1767, puis par des compagnies privées. Leur activité culmine à la fin du XIXe siècle et diminue par la suite. Une raffinerie de pétrole a existé à Cacheuta (es). Le tourisme de haute montagne s'est développé autour de l'Aconcagua et autres sommets sous forme d'alpinisme pendant l'été et ski pendant l'hiver. Des sources thermales sont exploitées à des fins thérapeutiques.

Peuplement des Andes du Sud
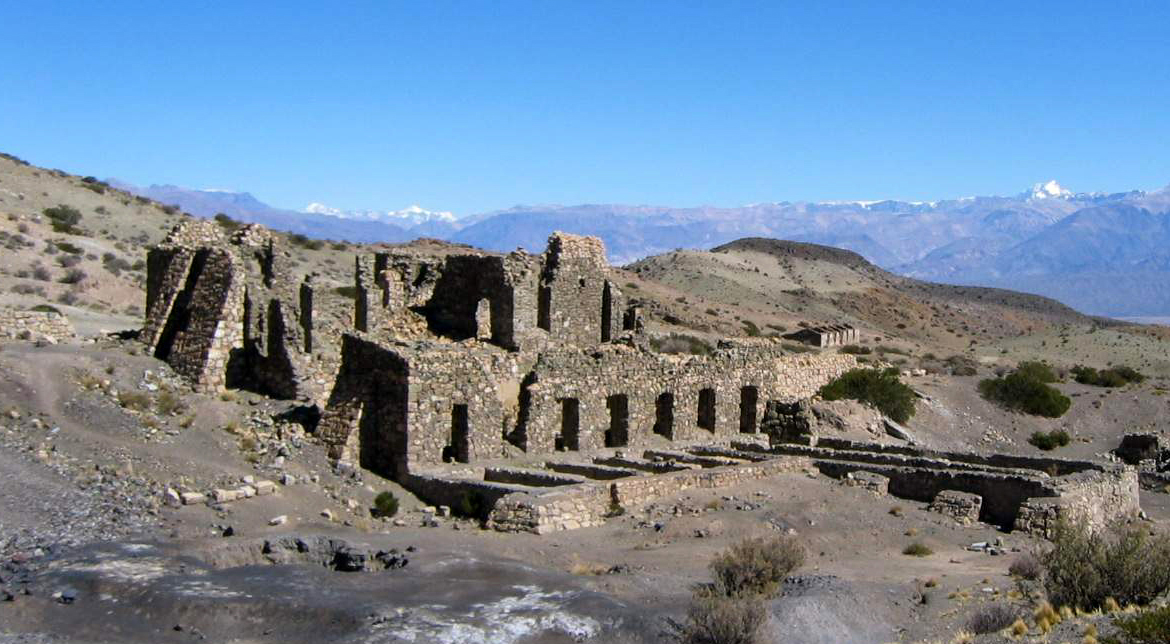
Ruines des anciennes mines de Paramillos de Uspallata en 2012
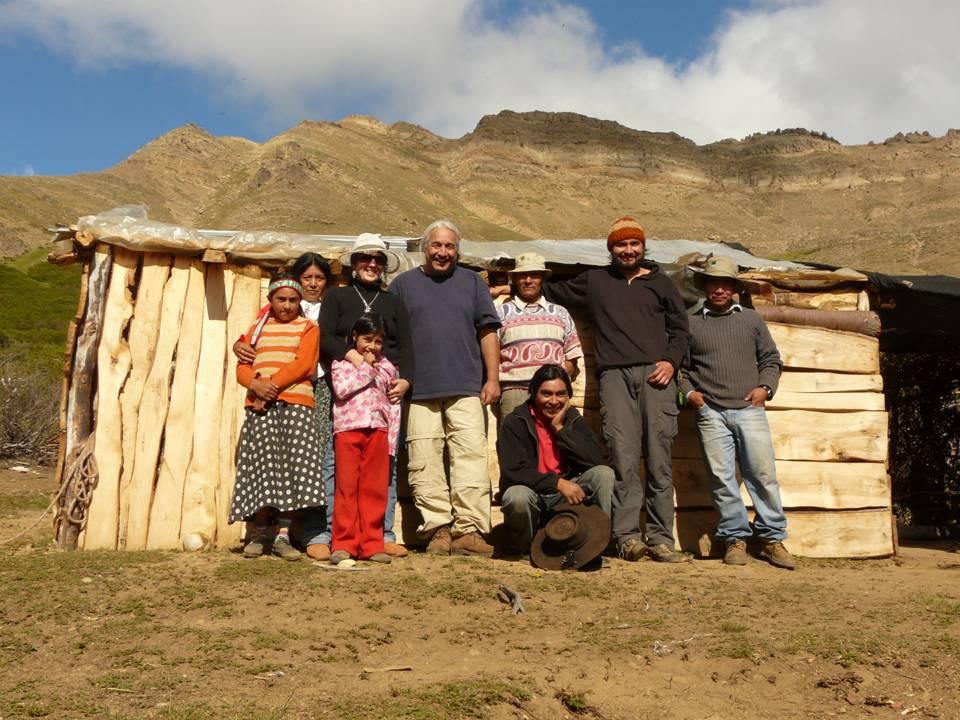
Une famille pehuenche en 2010
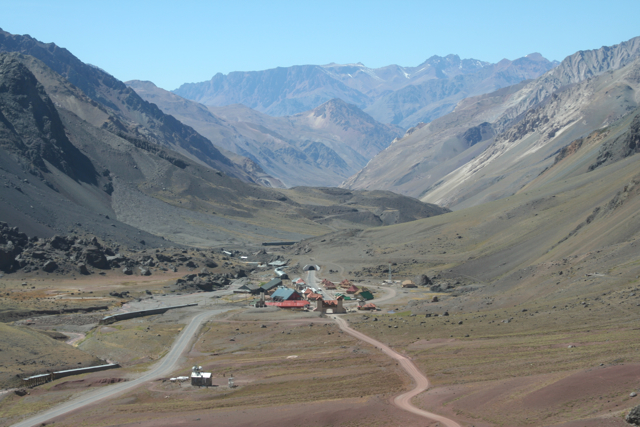
Las Cuevas (es) sur la Nationale 7 (ancienne route inca) en 2008

## Flore
La végétation varie notablement selon l'altitude et la latitude. Elle consiste surtout en herbe rase à l'étage subnival avec une proportion croissante d'arbustes à mesure qu'on descend en altitude. Les plantes sont souvent épineuses pour se protéger des herbivores, avec des fleurs très attractives pour les pollinisateurs. Sur le versant chilien entre 2 000 et 2 700 mètres, à la latitude de Santiago du Chili, prédominent les Chuquiraga oppositifolia et Nassauvia axillaris ; à l'étage intermédiaire, entre 2 700 et 3 300 mètres, ils cèdent la place à Azorella madreporica et Laretia acaulis, et à l'étage supérieur, entre 3 300 et 3 900 mètres, à diverses variétés de tussack du genre Stipa. Sur le versant argentin, on trouve un schéma similaire avec, entre 1 900 et 2 700 mètres, une ceinture d'arbustes des genres Adesmia, Mulinum, Nassauvia et Chuquiraga : cette zone est souvent désignée comme « región de la leña amarilla » (région du bois jaune) à cause de la couleur caractéristique des branches. Entre 2 700 et 3 300 mètres, des buissons et touffes épaisses d'Oxalis, Adesmia, Laretia et Azorella forment la « región de la llareta », nom local de cette végétation basse. Entre 3 300 et 4 500 mètres, vit une végétation pérenne adaptée aux conditions rigoureuses de froid, vent et éboulis : Senecio, Nassauvia, Chaetanthera, Draba, Barneoudia, Leucheria et Moschopsis.
Le nombre d'espèces endémiques est relativement faible, la plupart des espèces se retrouvant dans les écorégions voisines, mais l'endémisme de certains genres très localisés, limités à une seule espèce comme Huarpea ou Lithodraba, pourrait indiquer une flore-relique d'une ancienne phase sèche du Cénozoïque.

Flore des Andes du Sud
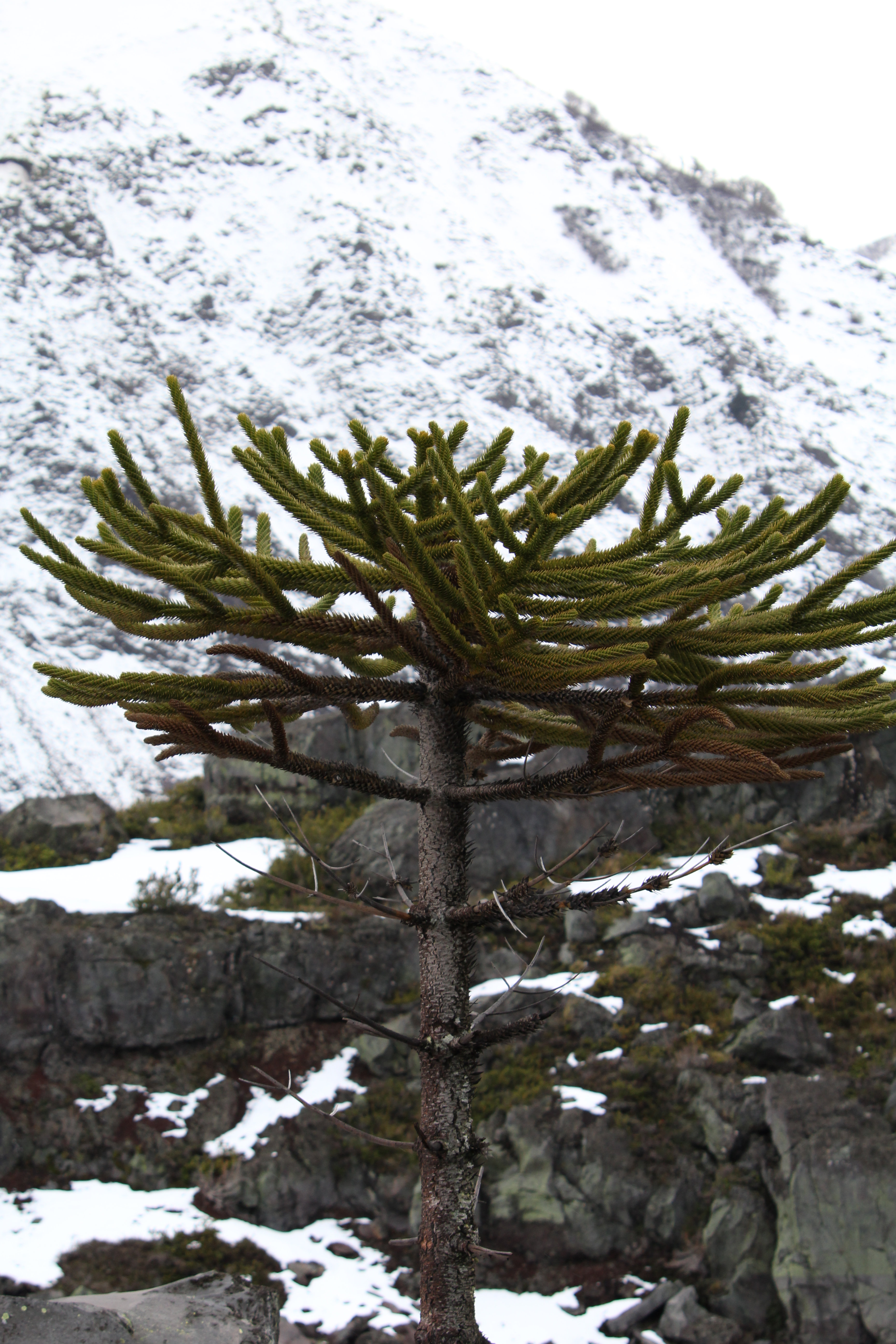
Araucaria au Parc national Laguna del Laja, 2019
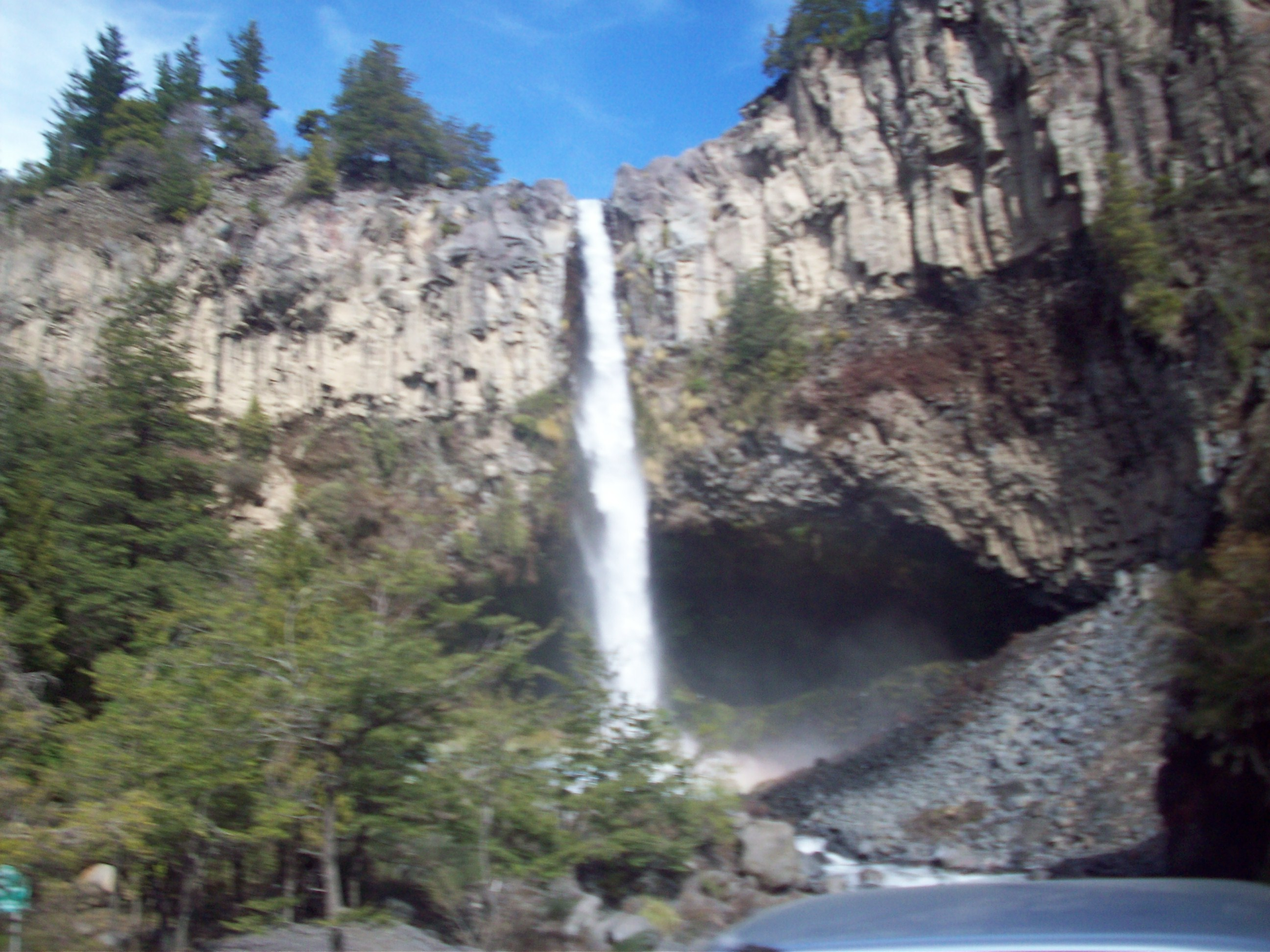
Cascade et arbres à Laguna del Laja, 2007.
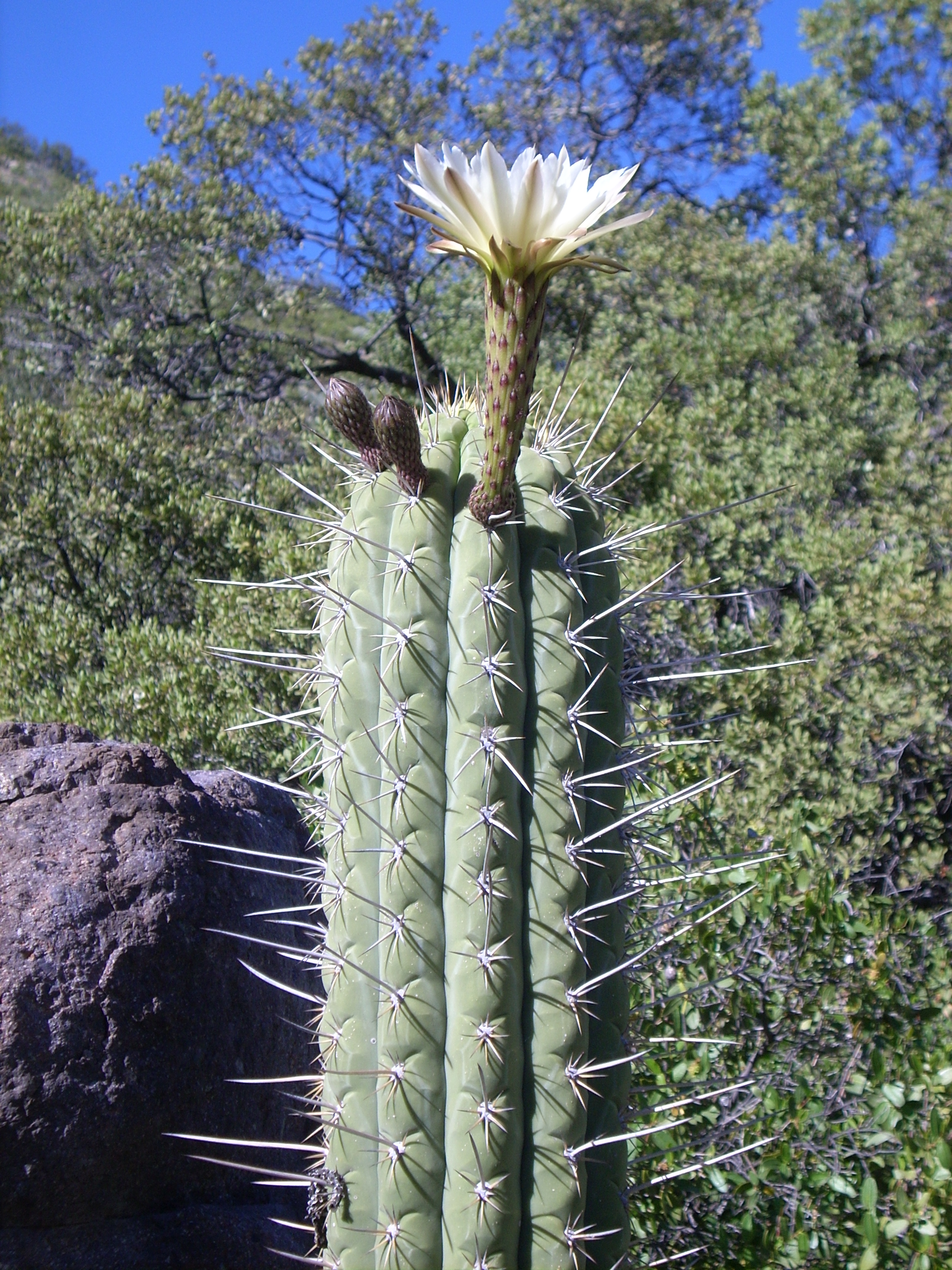
Echinopsis Chiloensis au parc national de Río Los Cipreses (es), 2009
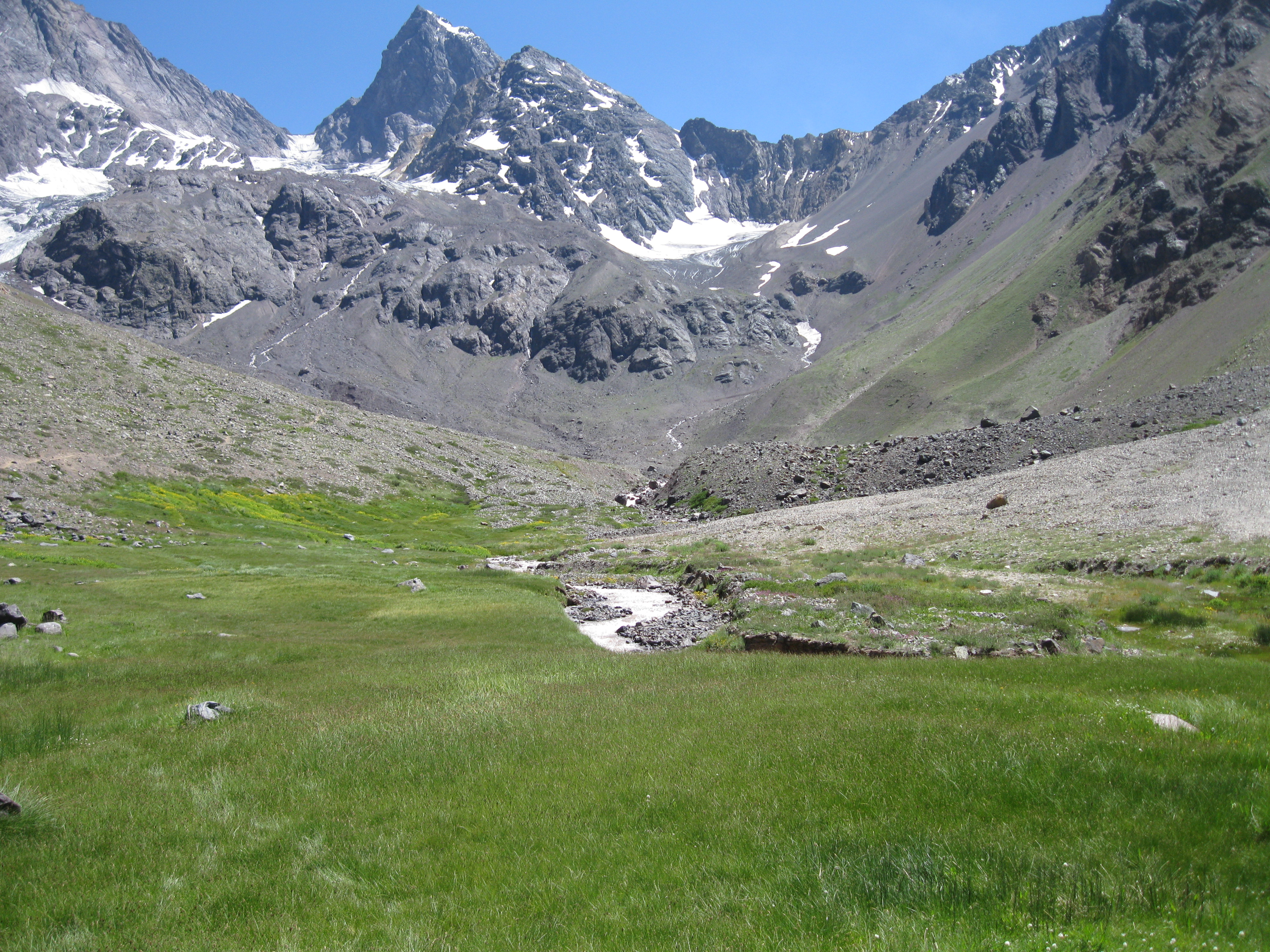
Pelouse alpine au monument naturel El Morado, 2011

## Faune
La faune est généralement similaire à celles de la puna sèche et de la steppe patagonienne. Parmi les grands mammifères, on trouve le puma, le renard de Magellan (en espagnol : zorro colorado), la vigogne et le guanaco. Celui-ci, autrefois commun dans toute la région des pampas, ne survit plus à l'état sauvage que dans les massifs andins où il est menacé. Le parc national San Guillermo a été créé pour la protection des vigognes, d'autres parcs pour celle des guanacos. Les rares mammifères endémiques ou presque endémiques sont de petite taille : Euneomys noei, Akodon andinus et le chinchilla à longue queue qui est en danger critique d'extinction. Les reptiles sont représentés par plusieurs lézards du genre Liolaemus et les amphibiens par la grenouille Alsodes nodosus.
L'avifaune comprend surtout des espèces non endémiques qu'on retrouve ailleurs dans la Puna et les Andes patagoniennes. Certaines migrent dans la Puna en hiver comme le dormilon à front noir.

Animaux terrestres des Andes du Sud
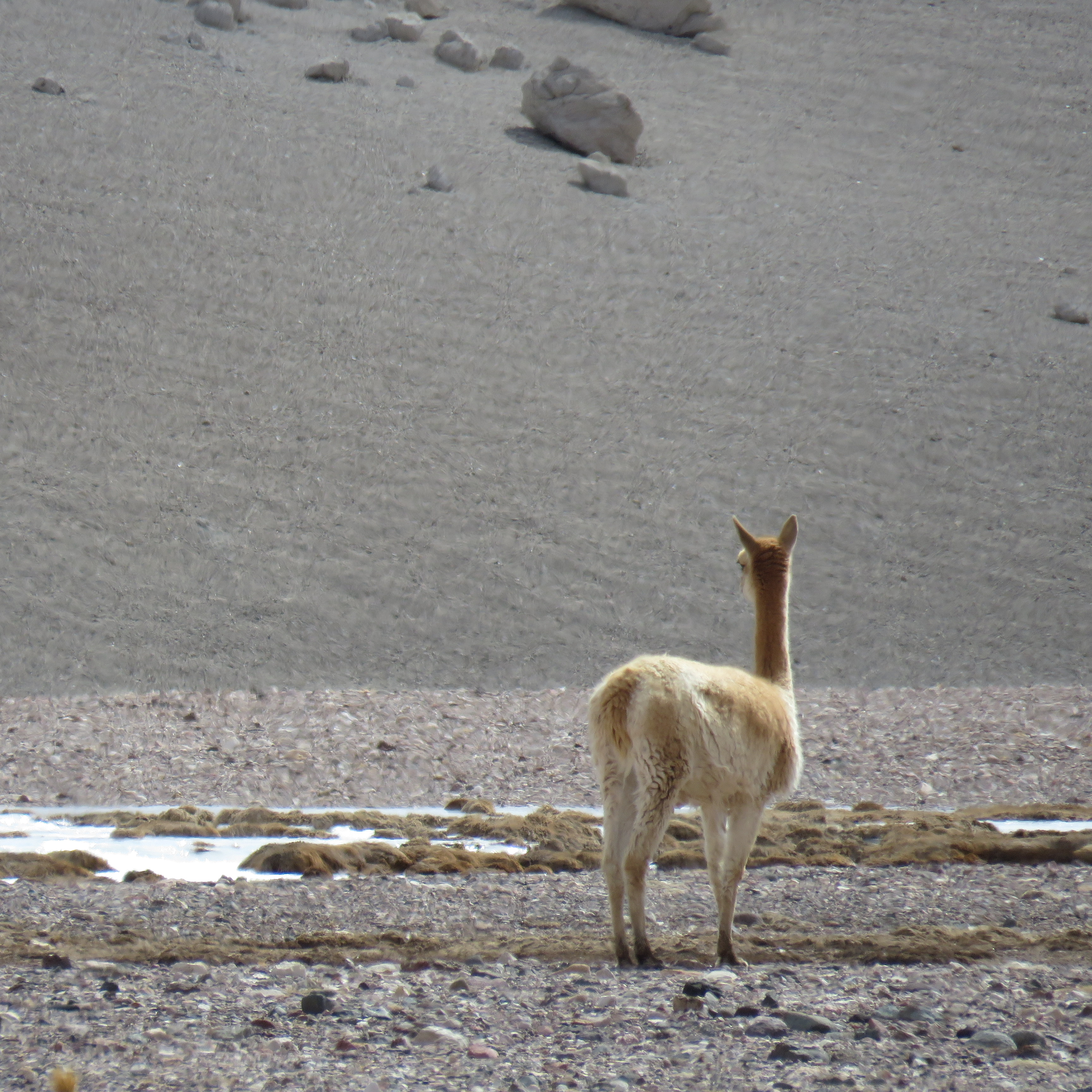
Guanaco au Nevado de Tres Cruces, 2019
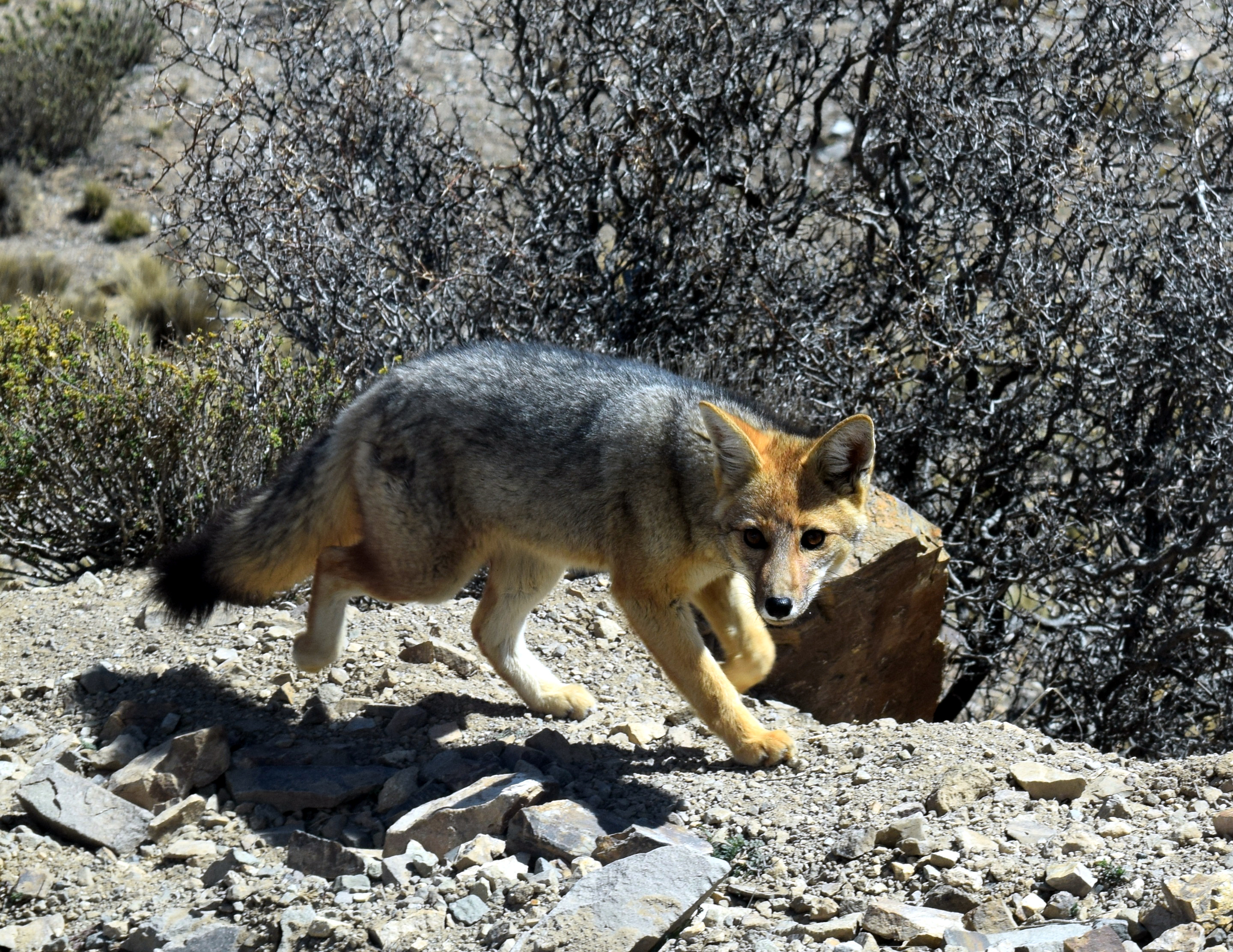
Renard de Magellan à l'entrée de la réserve naturelle de Villavivencio, 2015
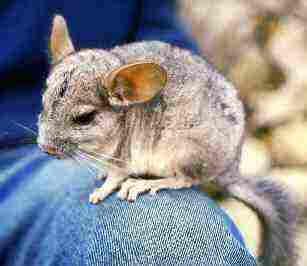
Jeune chinchilla à longue queue capturé dans les Andes chiliennes, 2006
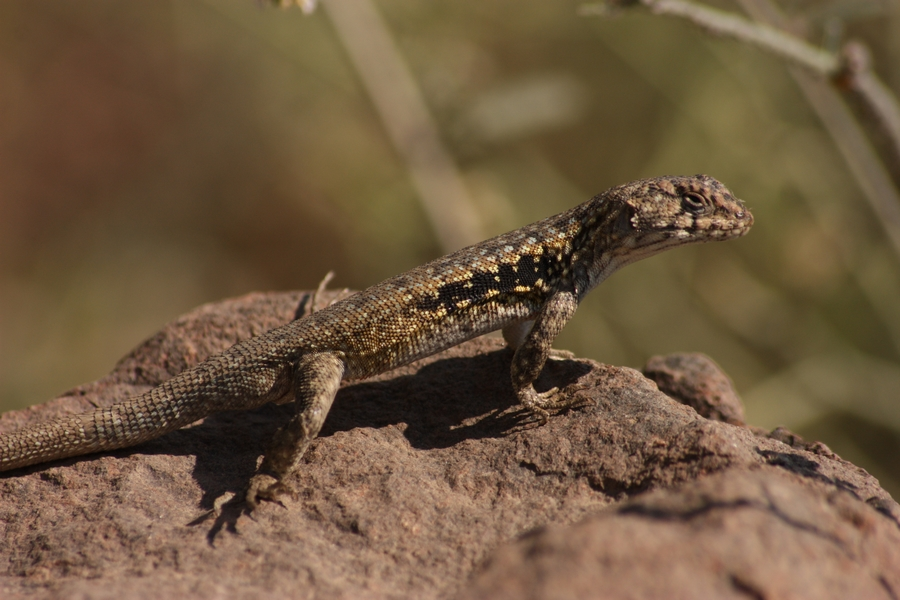
Jeune Liolaemus monticola au sanctuaire naturel Yerba Loca, 2016

Oiseaux des Andes du Sud
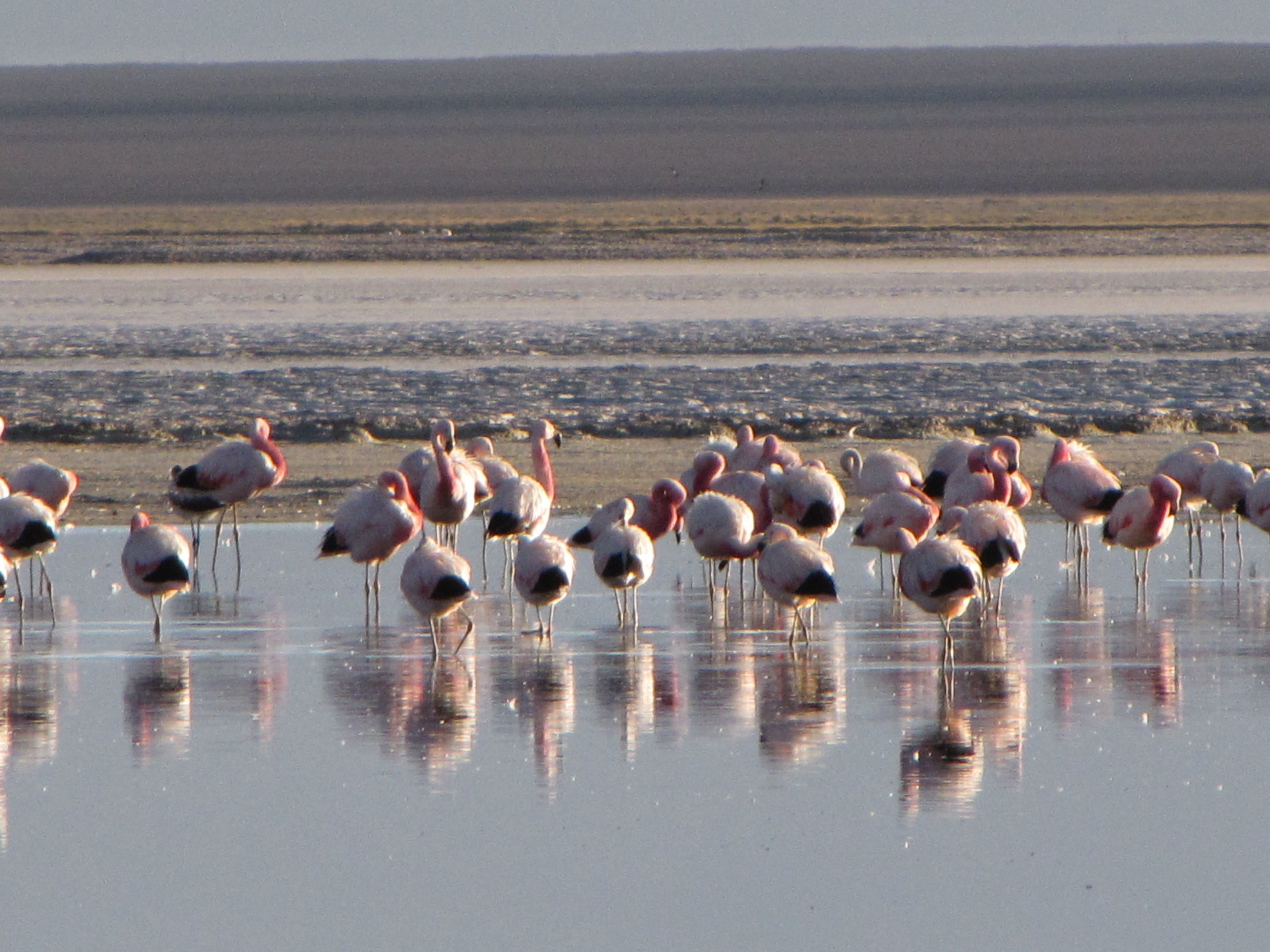
Flamants des Andes au pied du mont Ojos del Salado, 2010
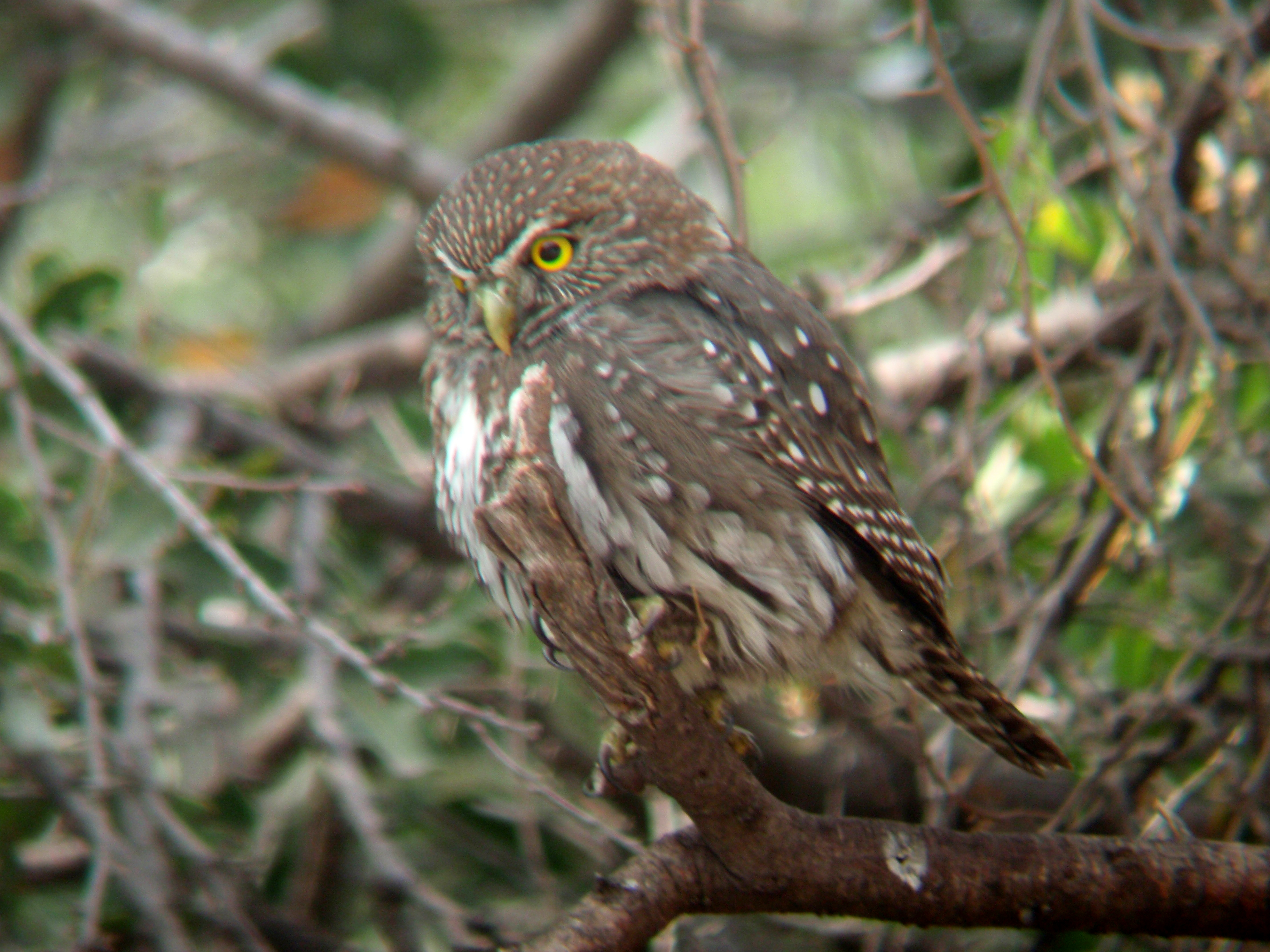
Chevêchette australe, Rio de los Cipreses, 2010
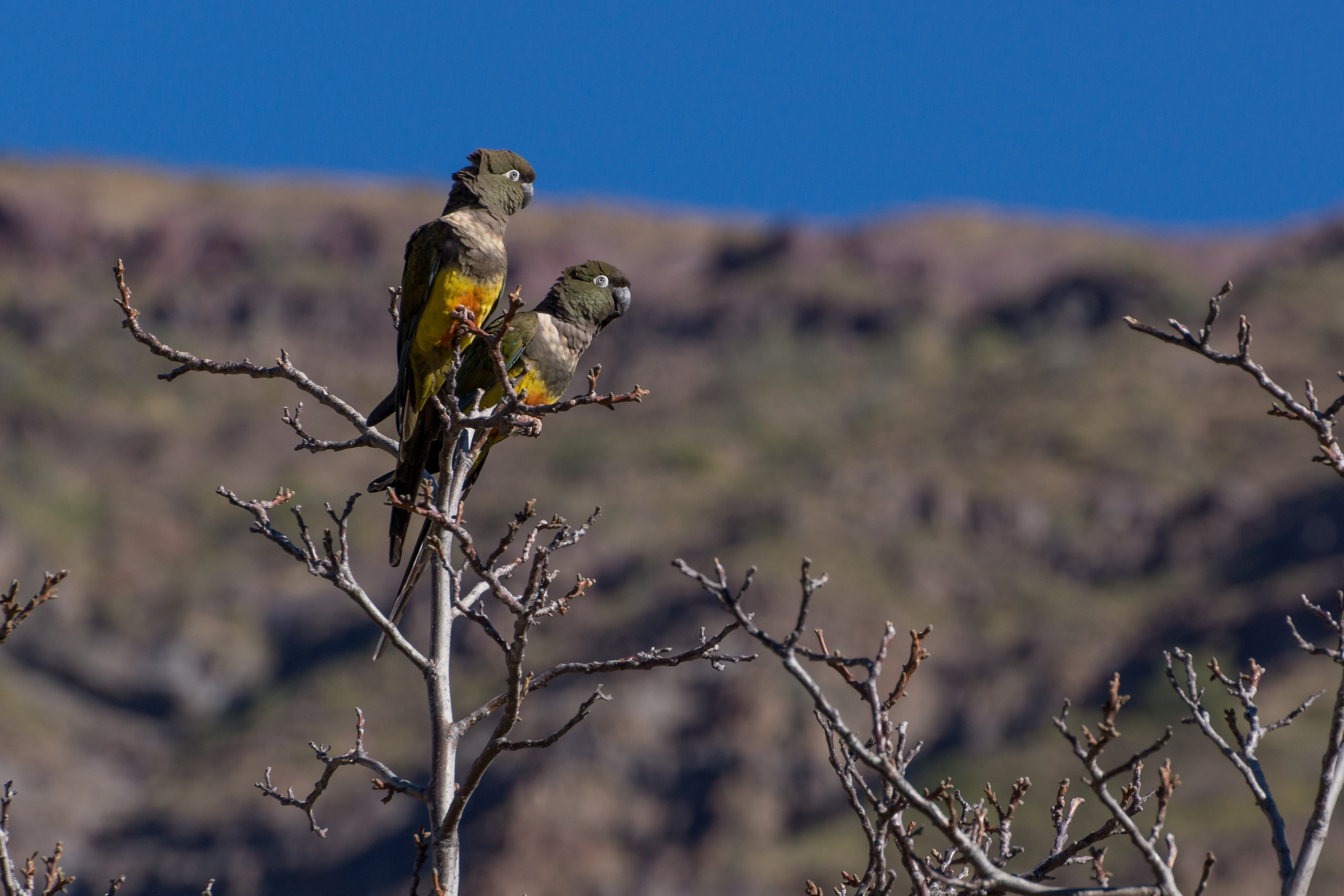
Couple de conures de Patagonie, Rio de los Cipreses, 2014
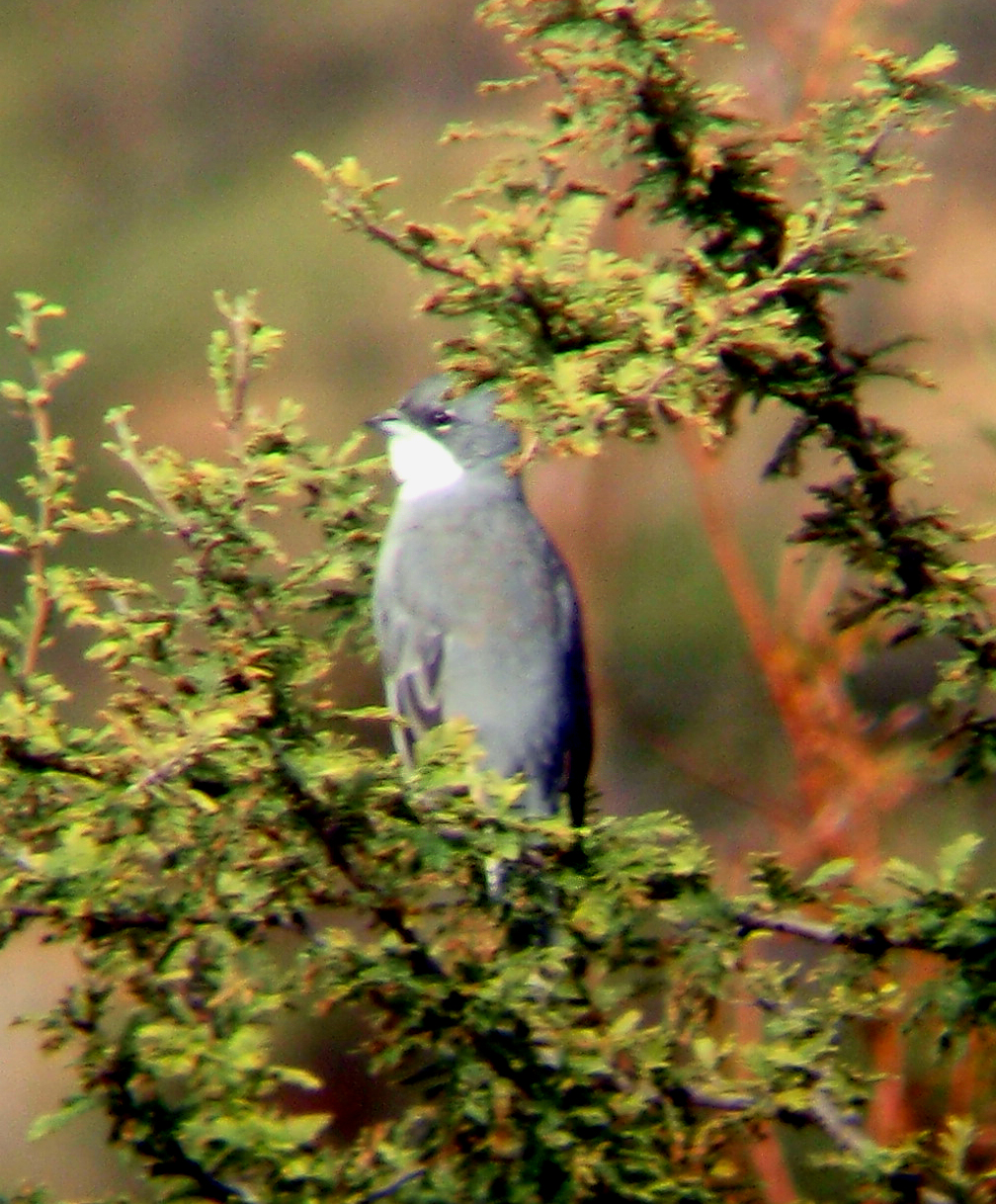
Diuca gris, Rio de los Cipreses, 2010

## Réserves naturelles et aires protégées

### Argentine
- Parc national San Guillermo
- Parc national El Leoncito
- Réserve naturelle de Villavivencio

### Chili
- Parc national Nevado de Tres Cruces
- Sanctuaire naturel de Yerba Loca (es)
- Parc national de Río Clarillo (es)
- Monument naturel El Morado
- Parc national de Río Los Cipreses (es)
- Parc national Laguna del Laja
- Aconcagua
- Tupungato
- Volcan Domuyo
- Volcan Tromen

Paysages des Andes du Sud
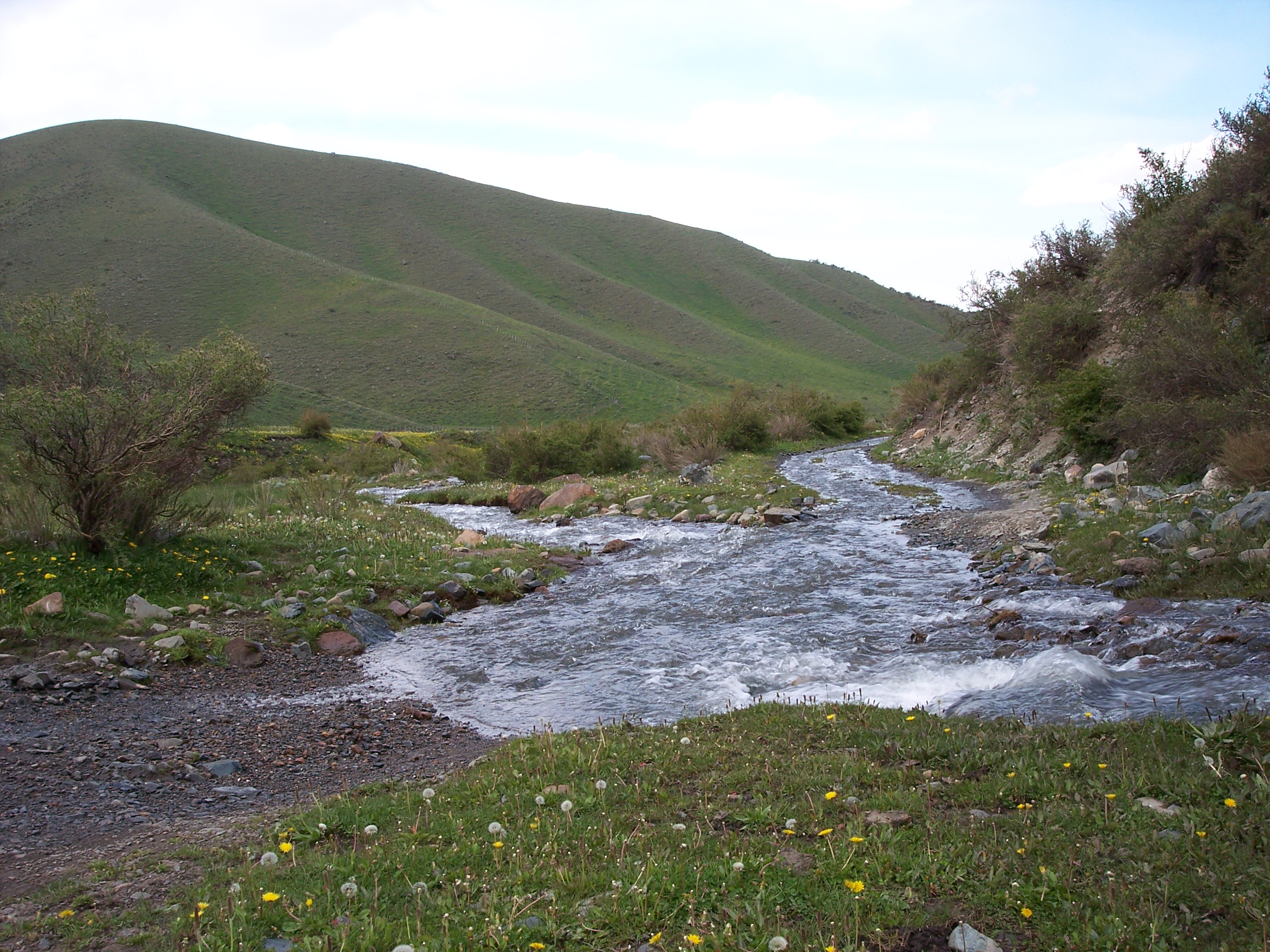
Rivière au pied du Tupungato, 2005
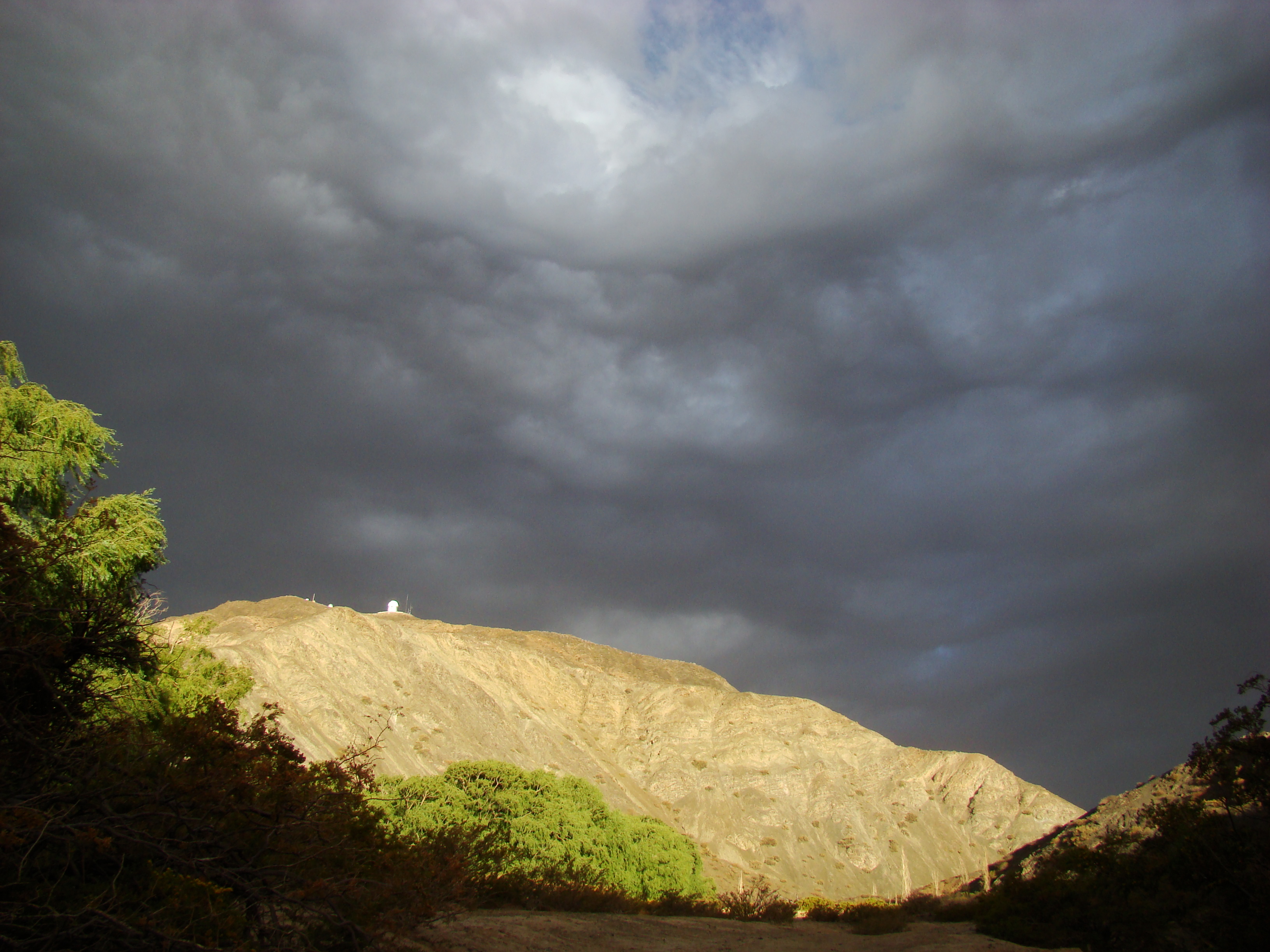
Parc national El Leoncito, 2007
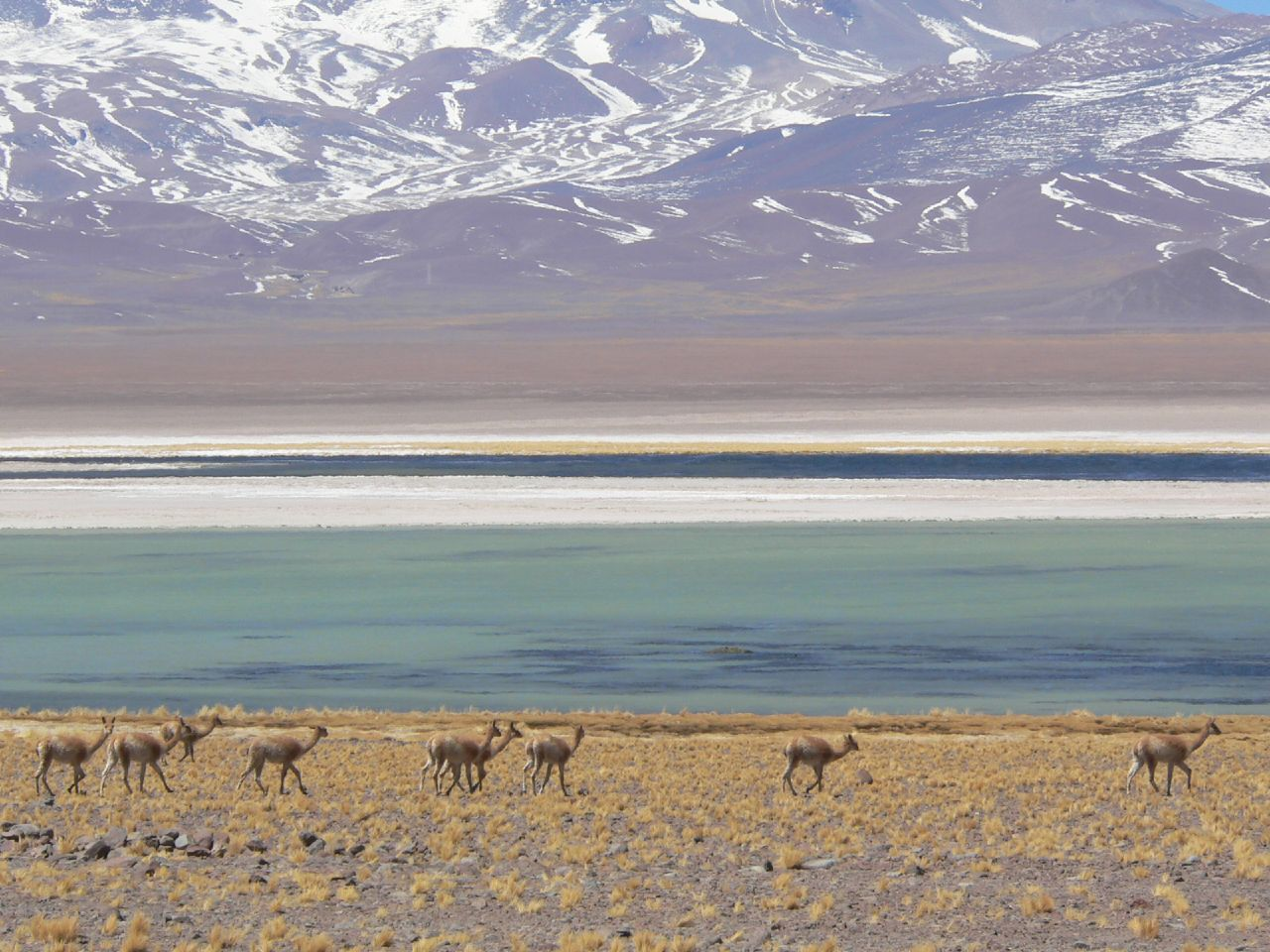
Guanacos au parc national Nevado de Tres Cruces, 2006
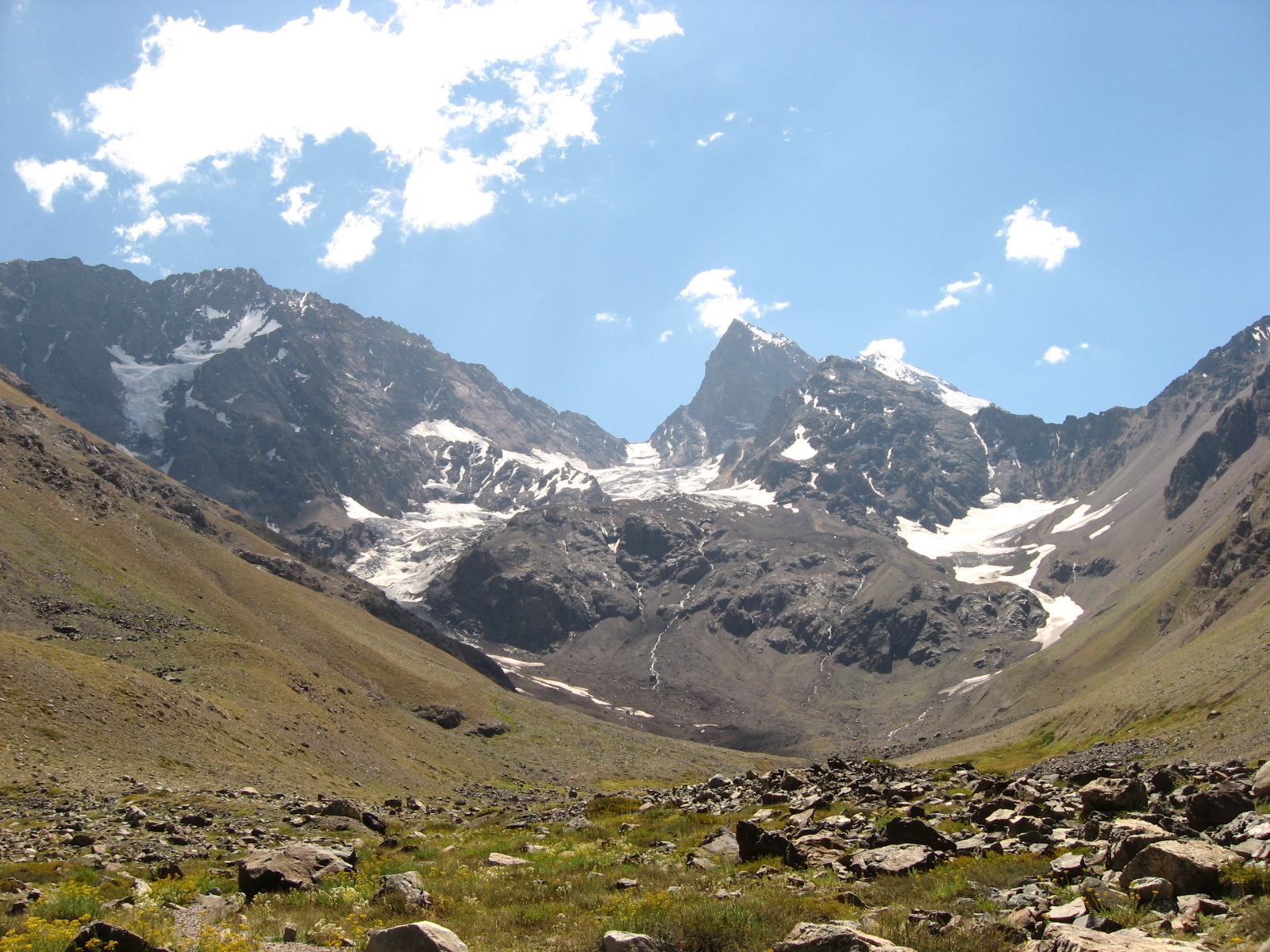
Glacier San Francisco, monument naturel El Morado, été 2007